# Чижик, Богдан Мельхиорович
Богдан Мельхиорович Чижик (1899—1970) — советский библиотечный работник и партийный деятель; был в числе участников становления Советской власти в Якутии.

## Биография
Родился 7 августа 1899 года в посёлке Бодайбо (ныне город) Иркутской области в семье рабочего. В 1911 году с матерью переехал в Якутск.
Трудовой путь начал с работы на прииске, где работал в период с 1913 по 1920 год. Вступив в РКП(б), в 1920—1921 годах обучался на партийных курсах ЦК РКП(б) им. Я. М. Свердлова в Москве, после чего был назначен заведующим отделом областного комитета профсоюза, а затем — председателем областной комиссии по чистке и проверке рядов партии, председателем областной контрольной комиссии РКП(б). В период Гражданской войны в России был призван в ряды ЧОНа, где находился с 1921 по 1923 год.
С 1923 по 1926 года Богдан Чижик учился в Ленинградском Коммунистическом университете имени Зиновьева (ныне Северо-Западный институт управления). По его окончании находился на партийной работе. Был секретарем Алданского окружкома партии (1926—1929), заместителем заведующего организационно-инструкторским отделом Северного краевого комитета партии (Архангельск), секретарем контрольной комиссии Вологодского окружкома партии (1929—1932), заведующим отделом Якутского областного комитета КПСС, секретарем Олёкминского районного комитета и Якутского городского комитета партии (1932—1950).
С 5 июня 1950 года по 24 апреля 1962 года Богдан Мельхиорович работал в должности директора Государственной научной библиотеки Якутской АССР, а затем Якутской республиканской научной библиотеки. Освобождён от занимаемой должности директора в связи с выходом на пенсию.
Б. М. Чижик первым из библиотечных специалистов Якутии получил звание «Заслуженный работник культуры Якутской АССР». Был награждён орденами Трудового Красного Знамени и «Знак Почета», а также медалями, в числе которых «За доблестный труд в Великой Отечественной войне 1941—1945 гг.».
Умер 2 августа 1970 года в Якутске. В его честь названа одна из улиц города.

## Семья
Его жена — Иулиана Наумовна Полицинская (1908—1993) — также была библиотечным работником, заместителем директора Якутской государственной научной библиотеки им. А. С. Пушкина в 1944—1947 годах, Заслуженный работник культуры РСФСР и ЯАССР.